# William Leandersson
William Leandersson (Lund, 9 januari 1984) is een Zweeds voormalig voetballer die als verdediger speelde.
Leandersson speelde in de jeugd voor Mjällby AIF waar hij ook debuteerde in de Superettan. In de seizoenen 2002 en 2003 kwam hij uit voor IF Elfsborg maar brak niet door. Van medio 2003 tot eind 2013 speelde hij weer voor Mjällby waarmee hij in 2004 naar de Superettan en in 2009 als kampioen naar de Allsvenskan promoveerde. Leandersson stopte vanwege een heupblessure en ging voor Hörvikens IF spelen dat uitkwam in de Division 4 Blekinge (zesde niveau). Dat ging zo goed dat hij voor het seizoen 2015 terugkeerde bij Mjällby, inmiddels naar de Superettan gedegradeerd en dat seizoen naar de Division 1 Södra gezakt, waar Leandersson in november 2016 zijn loopbaan opnieuw beëindigde. Toch keerde hij terug bij Hörvikens waarmee hij in 2017 naar de Division 3 promoveerde. Vanaf 2018 is hij werkzaam in de jeugdopleiding van Mjällby.
Hij speelde ook voor Zweedse jeugdelftallen (onder 16-19). 